# كاملة شمسي
كاملة ناهيد شمسي ولدت في 13 آب 1973 م في كراتشي في باكستان روائية باكستانية الأصل بريطانية الجنسية تعيش في لندن و تكتب رواياتها بلغة الإنجليزية.حصلت كاملة على جائزة رئيس الوزراء للأدب عام 1999 وعلى جائزة «Patras Bokhari» في عام 2004 اللتان تمنحهما أكادمية باكستان للأدب.

## رواياتها
- الظلال المحترقة..burnt shadaws
- في المدينة بجوار البحر..« In the City by the Sea ».
- الملح والزعفران...Salt and Saffron
- أشعار متكسرة..« Broken Verses».

## روابط خارجية
- كاملة شمسي على موقع IMDb (الإنجليزية)